# 대한민국의 신학자 목록

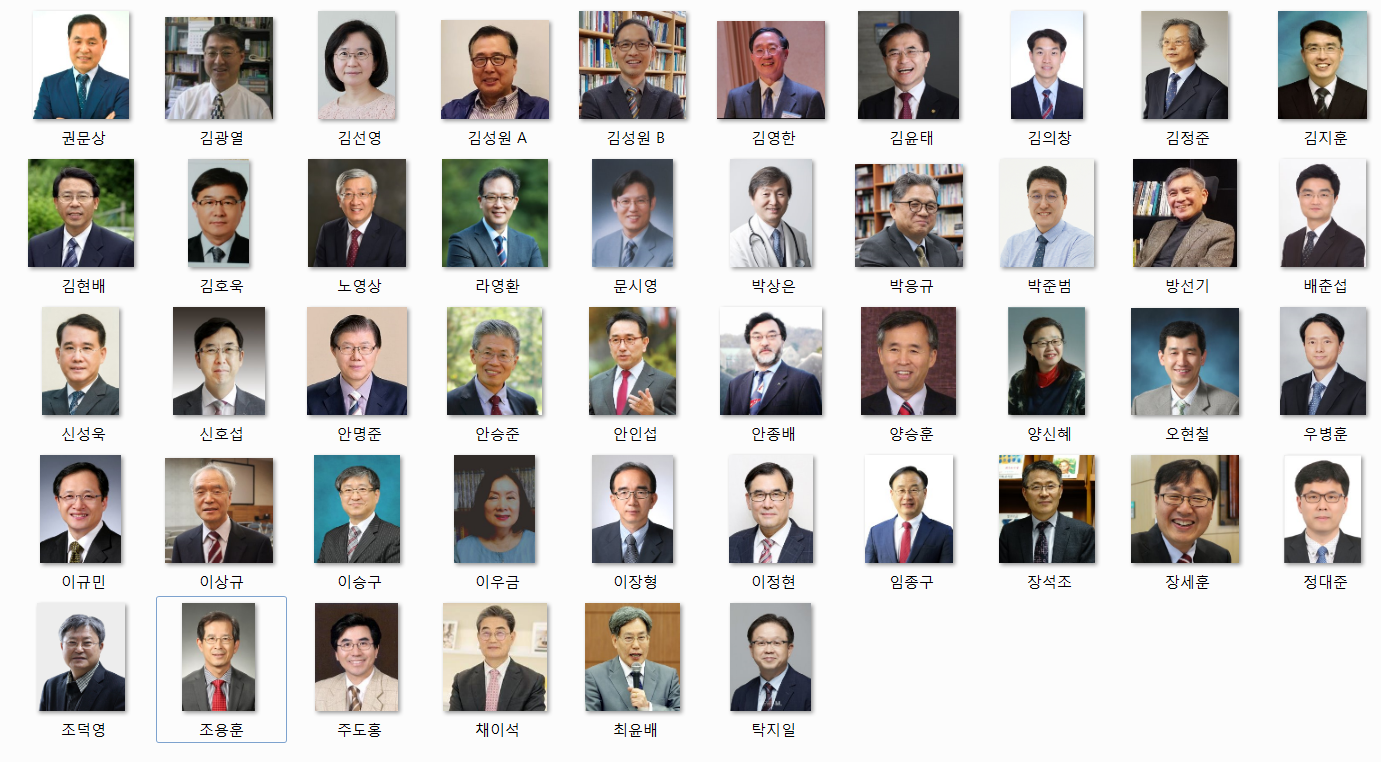
한국의신학자들 교수사진

대한민국의 신학자 목록은 대한민국에서 잘 알려진 기독교 신학자들의 목록이다. 초기 한국교회의 신학자들은 평양신학교 출신들이 중심이 되어 한국신학계에서 활동하였다. 출생한 순서에 따라서 목록화되어 있다. 신학자들 가운데서는 목회자들도 있다. 대부분의 목회자들은 대한민국의 목회자 목록에 기록되어 있다. 인물과 분류 방법은 안명준 박사가 편집한 <한국교회를 빛낸 칼빈주의자들>(킹덤북스), <한국의 신학자들 1>(아벨서원), <한국의 신학자들 2>(아벨서원), <그리워지는 목회자들>(아벨서원)을 기초하여 서술되었다.

## 19세기부터 1930년대까지
| - 박형룡(朴亨龍, 1897년 3월 28일-1978년 10월 25일 - 송창근(宋昌根, 일본식 이름: 恩地圓, 1898년 10월 5일 ~ 1951년?) - 김치선(金致善, 1899년 10월 6일 ~ 1968년 2월 24일) - 한상동(韓尙東, 1901-1976) - 김재준(金在俊, 1901년 9월 26일 ~ 1987년 1월 27일) - 한경직(韓景職, 1903년 1월 27일(1902년 음력 12월 29일) - 강태국(姜泰國, TaeKuk Kang, 1904년 6월 10일 - 1998년 7월 25일) - 박윤선(朴允善, Park Yun Sun, 1905년 12월 11일 ~ 1988년 6월 30일) - 명신홍 (1904 - 1975) - 김양선(金良善, 1907년 ~ 1970년 10월 11일) - 신사훈(申四勳, 1911년 6월 17일 - 1998년 9월 22일) - 김홍전(金弘全, 1914년 11월 15일 - 2003년 7월 6일) - 서남동(徐南同, 1918년 7월 5일 ~ 1984년 7월 19일) - 문익환(文益煥, 1918년 6월 1일 ~ 1994년 1월 18일) - 허혁 (許赫, 1919년 - 1997년 1월 7일) | - 현영학(玄永學, 1921년 1월 6일 - 2004년 1월 14일) - 문동환(文東煥, 1921년 5월 5일 - 2019년 3월 9일) - 이근삼 (1923년 10월 28일- 2007년 1월 24일) - 지원용(池元溶, 1924년 ~ 2012년) - 한태동(韓泰東, 1924년 1월 8일 ~ 2025년 8월 15일) - 오병세(吳秉世, Oh Pyeng-Seh, 1926년 4월 3일 ~ 2016년 6월 8일) - 안병무(安炳茂, 1922년 6월 23일 ~ 1996년 10월 19일) - 주선애(1924년 2월 20일 - 2022년 6월 19일) - 한철하(韓哲河, Chulha Han, 1924년 6월 10일 ~ 2018년 3월 18일) - 신복윤(申福潤, 1926년 10월 27일[음력] ~ 2016년 1월 14일) - 변선환(邊鮮煥, 1927년 9월 23일 ~ 1995년 8월 7일) - 차영배(車榮倍, 1929년 2월 4일 – 2018년 9월 2일) - 허순길(許淳吉, 1933년 2월 13일 - 2017년 1월 10일) - 윤영탁(尹榮卓, 1933년 6월 4일 ~ ) - 김의환(金義煥, John Euiwhan Kim, 1933년 10월 19일 - 2010년 5월 10일) - 민경배(閔庚培, Min, Kyoungbae, 1934년 6월 22일 - ) - 김영재(金英才, 1935년 5월 22일~ ) - 김호식(金鎬植, Kim, Hosik; David Hosik Kim, 1935년 - 2021년 11월 18일) - 김명혁((金明赫, 1937년 6월 4일~2024년 2월 18일) - 탁명환(卓明煥, 1937년 7월 8일 ~ 1994년 2월 18일) - 이만열(1938년 5월 8일 ~ ) - 강희정(Kang Hi Chung, 1938년 10월 3일 -1996년 6월 1일) - 도한호(都漢鎬, 1939년 4월 25일 ~ ) - 배제민(裵濟民 Pae,Che-Min) - 김상복(1939년 - ) |  |

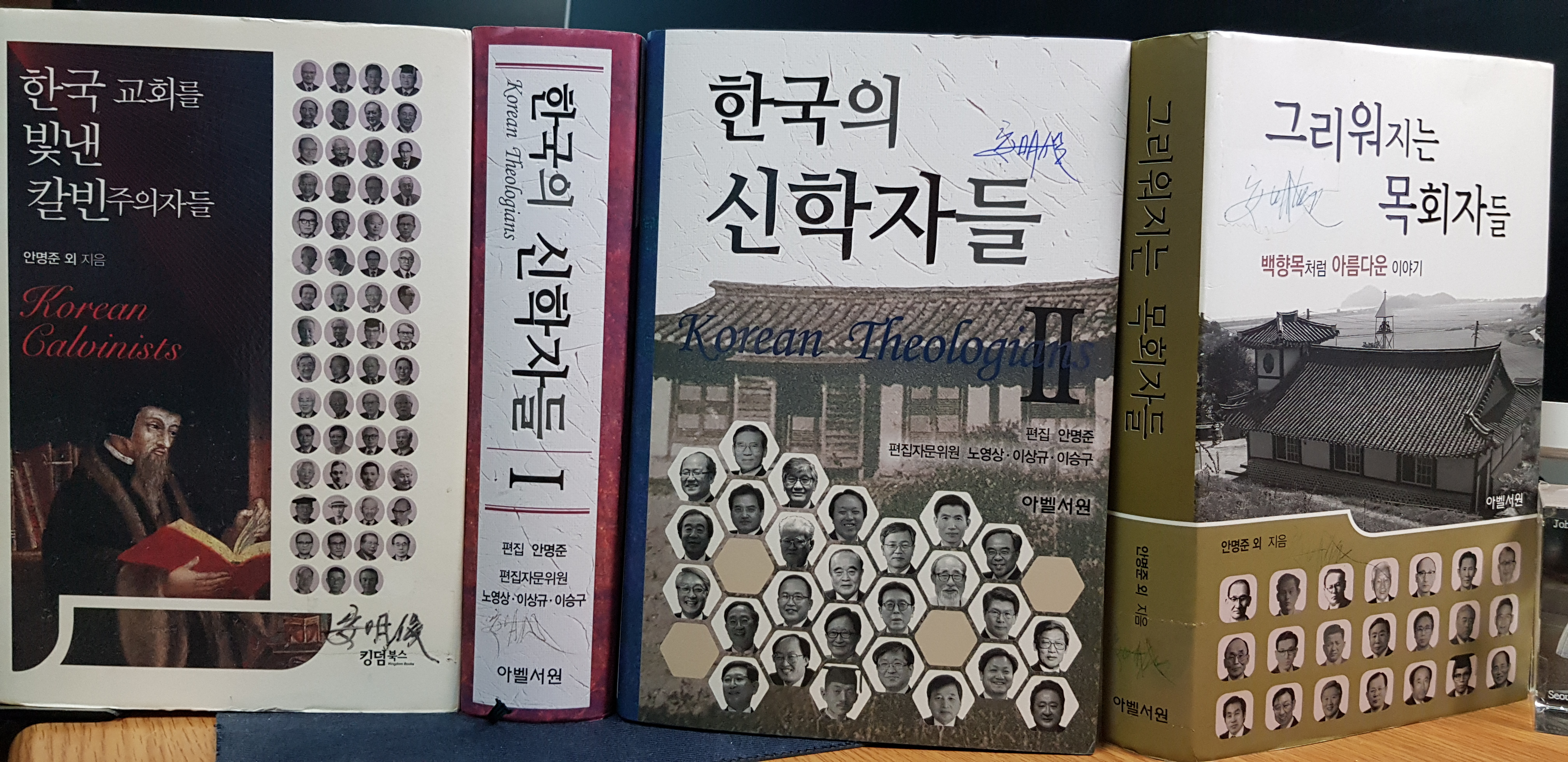
한국의 신학자들 1. 2

## 1940년 이후
| - 이종윤(李鍾潤, Lee Jong-Yun, 1940년 8월 23일 ~ ) - 강우정(1940년 - ) - 김득중(金得中, 1941년 ~ ) - 박형용(1942년 1월 20일 ~ ) - 최재건(崔 在 建, Jai-Keun Choi, 1942년 2월 26일 - ) - 정성구 (鄭聖久, 1942년 - ) - 황창기 (1942년 - ) - 이승미(李勝美 / Seung-Mi Lee, 1942년 4월 1일 ~ ) - 유광웅(1943년 9월 8일 - 2023년 5월 31일) - 황성철(黃晟喆, 1943년 6월 7일 - ) - 정일웅(Jung, Il-Ung, 鄭一雄, 1945년 3월 17일 - ) - 손석태(孫錫太, Seock-Tae Sohn, 1945년 8월 26일 - ) - 박종화 (朴宗和, Jong-Wha Park, 1945년 10월 30일) - 김인환 (InWhan Kim, 1946년 5월 10일-2021년 11월 15일) - 김영한(金英漢, Yung Han Kim, 1946년 10월 18일 ~ ) - 이수영(1946년 ~ ) - 이상직 (신학자) - 권호덕(Ho-Duck Kwon, 權好德, 1948년 2월 26일 -) - 조봉근(1948년 3월 18일~ ) - 박영선(1948년 11월 1일~ ) - 목창균(睦昌均, 1948년 - ) - 김길성(金吉星, 1949년 7월 1일 - ) - 서문강(Seo-Moon Kang, 1949년 - ) - 송인규(1949년~) - 김흡영(Heup Young Kim, 金洽榮, 1949년~ ) - 서인선(徐仁善, 1949년 - ) - 이환봉 (李還鳳, Lee Hwan-Bong, 1950년 - ) - 이정석(Rhee Jung Suck, 1950~2011년 5월 16일) - 조귀삼(1950년 8월 30일- ) - 이양호(Yang-Ho Lee, 1950년 - ) - 이우금(Lee, Woo-Keum, 1951년 7월 4일 - ) - 김경윤(1951년 - ) - 위거찬(魏巨燦, 1951년 - ) - 박해경(朴海敬, Hae-Kyung Park, 1952년 9월 23일 -) - 방선기(方善基, 1952년 - ) - 배국원(裵國源, 1952년 ~ ) - 이신건(李信建, 1952년 ) - 이상규(李象奎, Lee Sang-Gyoo, 1952년 - ) - 오덕교(Deok-Kyo Oh, 1952년 12월 14일 - ) - 김명용(金明容, Kim, Myungyong, 1952년 12월 20일- ) - 정용섭(1953년 ~ ) - 신국원 (愼國原, Kuk-Won Shin, 1953년 - ) - 정남수(1953년 - ) | - 주도홍(朱燾洪, DoHong Jou, 1954년 2월 17일 ~ ) - 왕대일 (1954년 3월 8일 - ) - 노영상(魯英相, 1954년 3월 21일 ~ ) - 문성모(文聖模, Moon Sung Mo, 1954년 4월 26일 -) - 김영선(金英宣, 1954년 8월 24일 - ) - 신현수 (1954년 9월 1일 -2024년 2월23일) - 정효제 (鄭孝濟, Chung Hyo-Je , 1954년 11월 1일 - ) - 김정훈 (Jung-Hoon Kim, 1954년 11월 25일 - ) - 이광호 (1954년 - ) - 한국일(韓國一, Han, Kook il, 1955년 - 5월 15일 - ) - 현창학(Hyun Changhak, 1955년 - ) - 조남신(趙南信, 1955년 9월 13일~) - 윤철호(尹哲昊, Youn Chul-Ho, 1955년 4월 1일- ) - 임희국(林熙國, Lim Hee-Kuk, 1955년 - ) - 박영환 (신학자)(1955년 9월 11일 - ) - 추태화(Tea-wha Chu, 1955년 10월 1일 ~ ) - 김재성(1955년 10월 26일 - ) - 안명준(安明俊, Myung-Jun Ahn, 1955년 11월 11일~) - 최윤배(1955년 12월 28일 ~ ) - 박용규(朴容奎, 1956년 1월 19일~ ) - 강경림(Kyong-Lim Kang, 姜炅林, 1956년 2월 2일 - ) - 송태근(1956년 4월 28일 ~ ) - 이종전(李鍾殿, Lee Chong-Jeon, 1956년 5월 3일 - ) - 장훈태(張勳泰, Chang Hun Tae, 1956년 7월 4일 - ) - 김성원(1956년 8월 9일 ~ ) - 조덕영(趙德英, Duk-Young Cho, 1956년 11월 13일 ~ ) - 채이석(蔡利錫, Chae Isaac, 1956년- ) - 서창원 (Shu Changwon, 1957년 2월 3일 - ) - 신현광(Hyun Kwang Shin, 申鉉曠, 1957년 8월 23일-) - 이광희 (Kwang-Hee Lee, 李光熙, 실제 나이 1957년 음력 8월 3일생) - 전광식(全光植, 1957년 - ) - 김병훈(1958년 12월 28일 ~ ) - 이은선(1958년 4월 10일 ~ ) - 한천설 (韓天卨, Cheon Seol Han, 1958년 11월 20일-) - 정상운(鄭祥雲, Sang-Un Jeong, 1958년 9월 7일 ~ ) - 소기천(蘇基天, Ky-Chun So, 1958년 - ) - 안교성(Kyo Seong Ahn, 安敎盛, 1958년 - ) - 오광만(吳光晩, Kwang-Man Oh, 1958년 10월 5일 ~ ) - 이승구(李承九, Seung-Goo Lee, 1959년 2월 1일~ ) - 김만형(金滿衡, Kim, Man Hyung, 1959년 5월 13일 - ) - 강성열(姜聲悅, Kang Sung Yul, 1959년 10월 29일 - ) - 지형은(池螢銀, 1959년 - ) - 이필찬(Pilchan Lee, 1959년 ~) - 박응규(Ung Kyu Pak, 朴應圭, 1959년 7월 8일 ~ ) - 이정현(李政鉉, JungHyun Lee, 1959년 12월 18일 - ) - 유정선(柳晶善, Ryu Jeong-Seon, 1959년 1월 7일 - ) - 김승호(金承鎬, Seungho Kim, 1959년 3월 9일- ) - 현경식(玄慶植, Hyun Kyung Sik, 1959년 11월 5일~ ) - 옥성득(Sung-Deuk Oak, 玉聖得, 1959년 12월 11일~) - 김현배 (선교사) - 임성택 (林成澤, Lim Sungtaek, 1959년 - ) |

요한칼빈탄생500주년(서울교회) 2009년 6월 22일

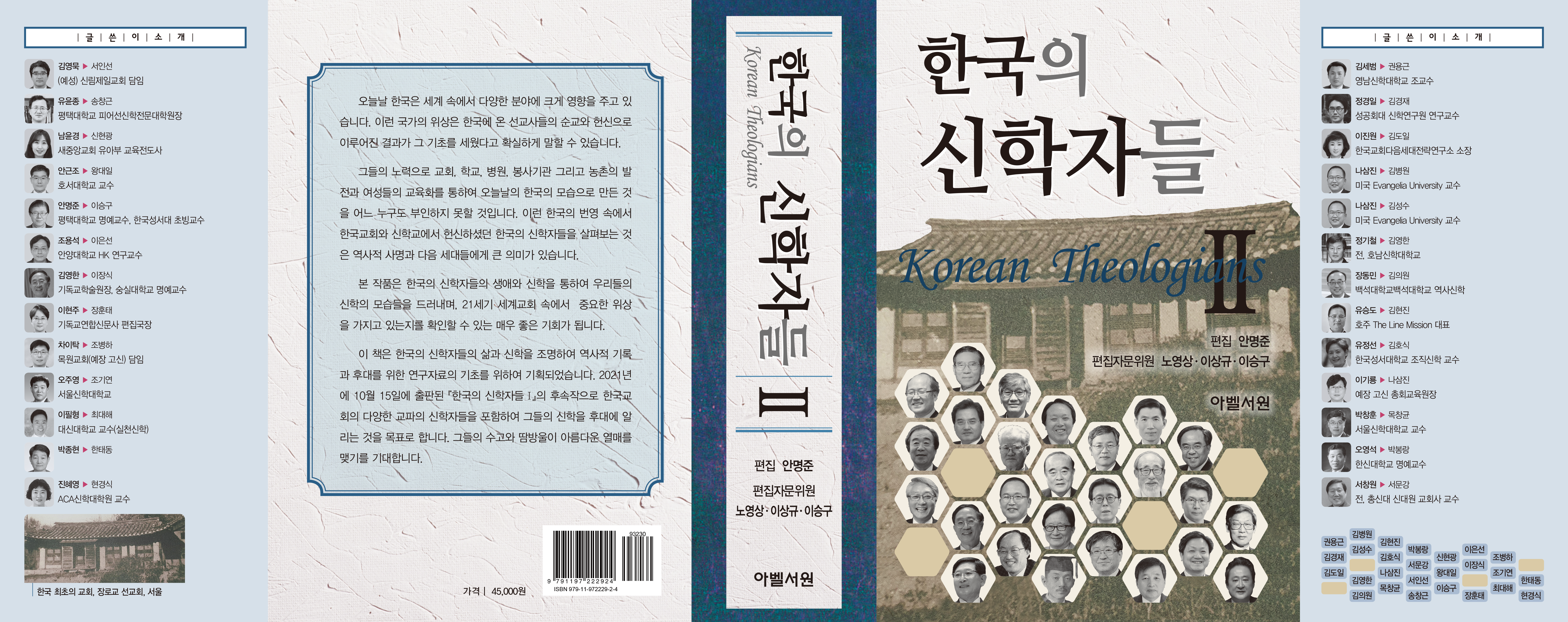
한국의 신학자들 2(아벨서원, 2023)

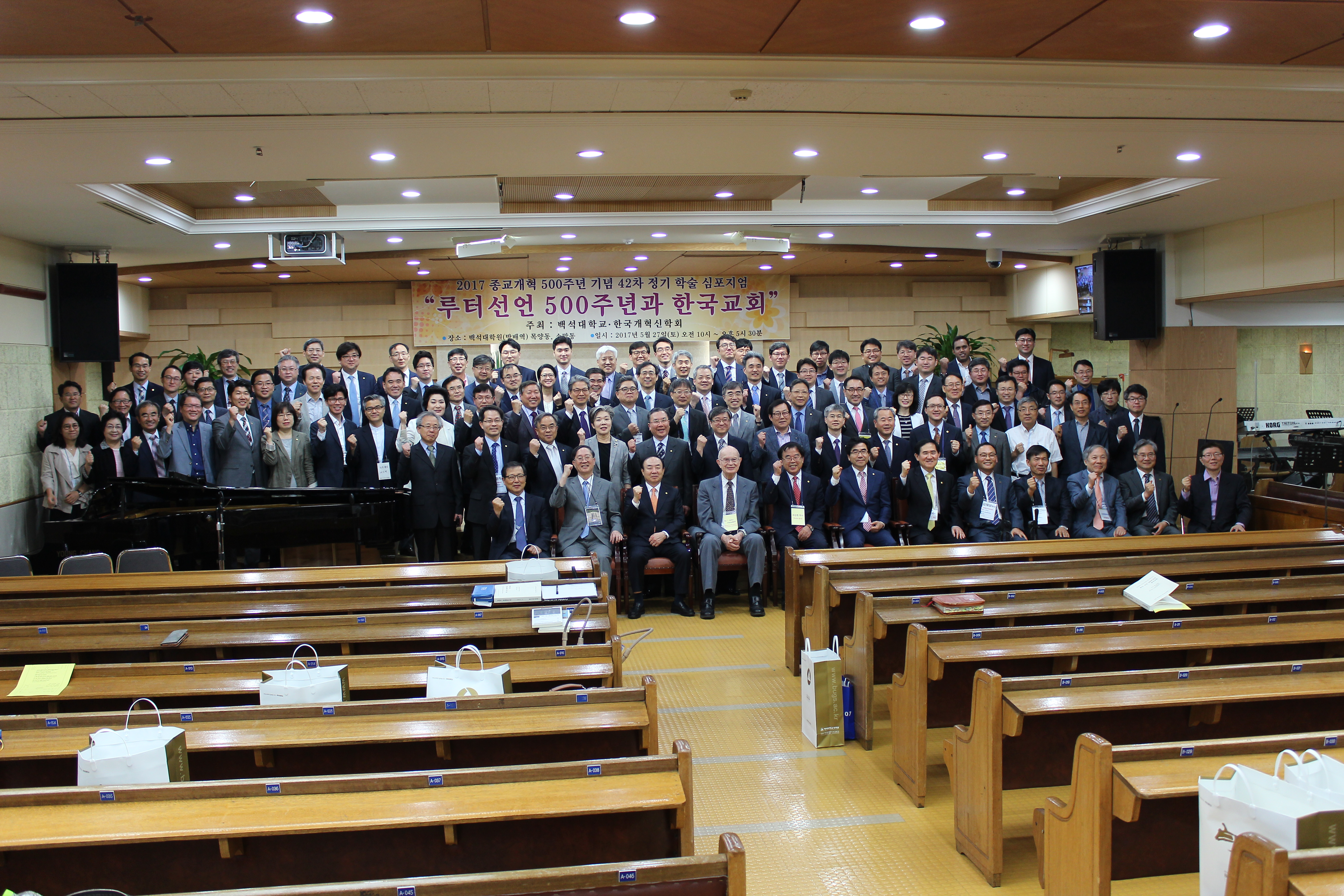
종교개혁 500주년 한국개혁신학회 정기발표회 백석대학교 2017-05-26

## 1960년 이후
- 김도일(金道一, Kim Douil, 1960년 2월 14일 ~ )
- 김윤태(1960년 ~ )
- 김진규 (金振圭, Kim Jinkyu, 1960년 - )
- 신문철(申文澈, Shin Mun-Chul, 1961년 1월 19일 - )
- 김정준(金貞準, Jeong-Joon Kim, 1961년- )
- 최형근 (신학자)(崔亨根, Choi Hyungkeun, 1961년 - )
- 유상섭(1961년 - )
- 장호광(張浩光, Ho Koang Jang, 1962년  2월 28일-  )
- 김은희 (金恩姬, Grace EunHee Kim, 1962년 3월 28일 - )
- 박찬호 (Chan-Ho Park, 1962년 4월 6일 - )
- 박태수 (1962년 4월 12일 - )
- 유종필 (柳鍾弼, JongPil Yoo, 1962년 5월 9일 )
- 권오윤 (權五允, Kwon Ohyun, 1962년 - )
- 임원택(林沅澤, Won Taek Lim, 1963년 7월 2일 - )
- 김은수(金恩守, Kim Eunsoo, 1962년 11월 16일 - )
- 라영환(Young-Hwan Ra, 羅英煥, 1963년 2월 9일 - )
- 정미현(Meehyun Chung, 1963년 -)
- 신성욱(申性郁, Shin, Sung Wook, 1963년 3월 10일 ~ )
- 문병호(文柄皓, Byung-Ho Moon, 1963년 8월 4일[음] -)
- 하승무(河承武, Seung-Moo Ha, 1963년 10월 13일~)
- 전형준(全炯俊, Jun Hyung-Joon, 1964년 1월 23일 - )
- 이경직 (1964년 -)
- 김호욱 (金浩旭, Kim, Howook, 1964년 9월 24일 - )
- 박태현(朴泰賢, Park Tae-Hyeun, 1964년 7월 18일)
- 이학재 (李學宰, Hakjae Lee, 1965년 6월 10일)
- 박보경 (신학자)(Park Bokyoung, 1965년 7월 8일 - )
- 안인섭(In-Sub Ahn, 1965년 - )
- 김성욱 (金聖旭, Sungwook Kim, 1965년- )
- 오현철(1965년 - )
- 강규성(Kyu-Sung Kang, 姜奎星, 1965년 12월 30일 )
- 조현진(趙昡珍, Hyun-Jin Cho, 1969년 10월 5일 - )
- 이승진 (李承鎭, SeungJin Lee, 1966년- )
- 김현광(金顯光, Hyun-Gwang Kim,1966년 10월 5일 - )
- 임창하(Paul Chang-Ha Lim, 1967년 4월 29일- )
- 이신열 (李信悅, Lee Sinyeol, Lee Samuel Y, 1964년 - )
- 유창형(1967년 2월 15일 - )
- 조성돈(趙成敦, Cho Seongdon, 1967년 2월 22일 ~)
- 김선영(金宣英, Kim, Sun-young, 1968년 1월 9일 - )
- 황종석 (黃宗錫, Hwang, Jong Seog, 1968년 3월 15일 - )
- 이상웅(李相雄, Lee, Sangung, 1968년 4월 28일 - )
- 강응섭(Kang Eung-Seob, 姜應燮, 1968년 6월 17일 - )
- 장세훈(張世勳, Sehoon Jang, 1968년 11월 18일 - )
- 조현진(趙昡珍, 1969년 7월 24일~)
- 신원균(申元均, Shin Won-Gyun, 1969년 8월 20일 - )
- 이남규(Lee Namkyu, 1969년 - )
- 안상혁(安相赫, 1970년 5월 3일 - )
- 박덕준(朴德濬, DukJoon Park, 1970년 8월 22일- )
- 이상은(李相恩, Lee Sang-Eun, 1970년 9월 30일 - )
- 권호(權 浩, David Ho Kwon, 1971년 4월 1일 - )
- 소윤정 (蘇允禎, So Youn Jung, 1971년 6월 5일 - )
- 정성국(Jung, Sungkook, 1972년 11월 11일 - )
- 배춘섭(Bae Choonsup, 1973년 1월 17일- )
- 김영호 (金映湖, Young Ho Kim, 1973년 6월 9일 - )
- 박성환 (朴成煥, Sung-Whan Park, 1975년 2월 6일 - )
- 안창선(安昶䁢, Chang Seon An, 1975년 7월 13일 - )
- 이재근(Lee Jaekeun, 李在根, 1975년 - )
- 김지훈
- 신길자

## 같이 보기
- 개혁신학자
- 대한민국의 목회자 목록